# Monomorium iyenasu
Monomorium iyenasu är en myrart som beskrevs av Bolton 1987. Monomorium iyenasu ingår i släktet Monomorium och familjen myror. Inga underarter finns listade i Catalogue of Life.